# منجم اليورانيوم A238
منجم اليورانيوم A238 هو منجم ضخم مفتوح يقع في الجزء الغربي من الجمهورية الإسلامية الموريتانية. يمثل A238 أحد أكبر احتياطيات اليورانيوم في موريتانيا حيث تقدر الاحتياطيات بنحو 45 مليون طن من خام اليورانيوم بدرجة 0.02٪ من اليورانيوم. 